# 苎麻夜蛾
苧麻夜蛾（學名：Arcte coerula）是一種夜蛾科的昆蟲。幼蟲以蕁麻科的長葉水麻、苧麻或構樹等植物為食。

## 特徵
成蟲的胸部為棕色且略帶金屬光澤，前翅鏽銅色，腎紋棕色近圓形。 
前翅大半為灰黑色，近頂角處有黃褐色塊斑，近後緣有黑褐色波狀紋分布，向外緣中部相連。後翅有淡藍色圓形波紋。飛行迅速並具強烈趨光性。

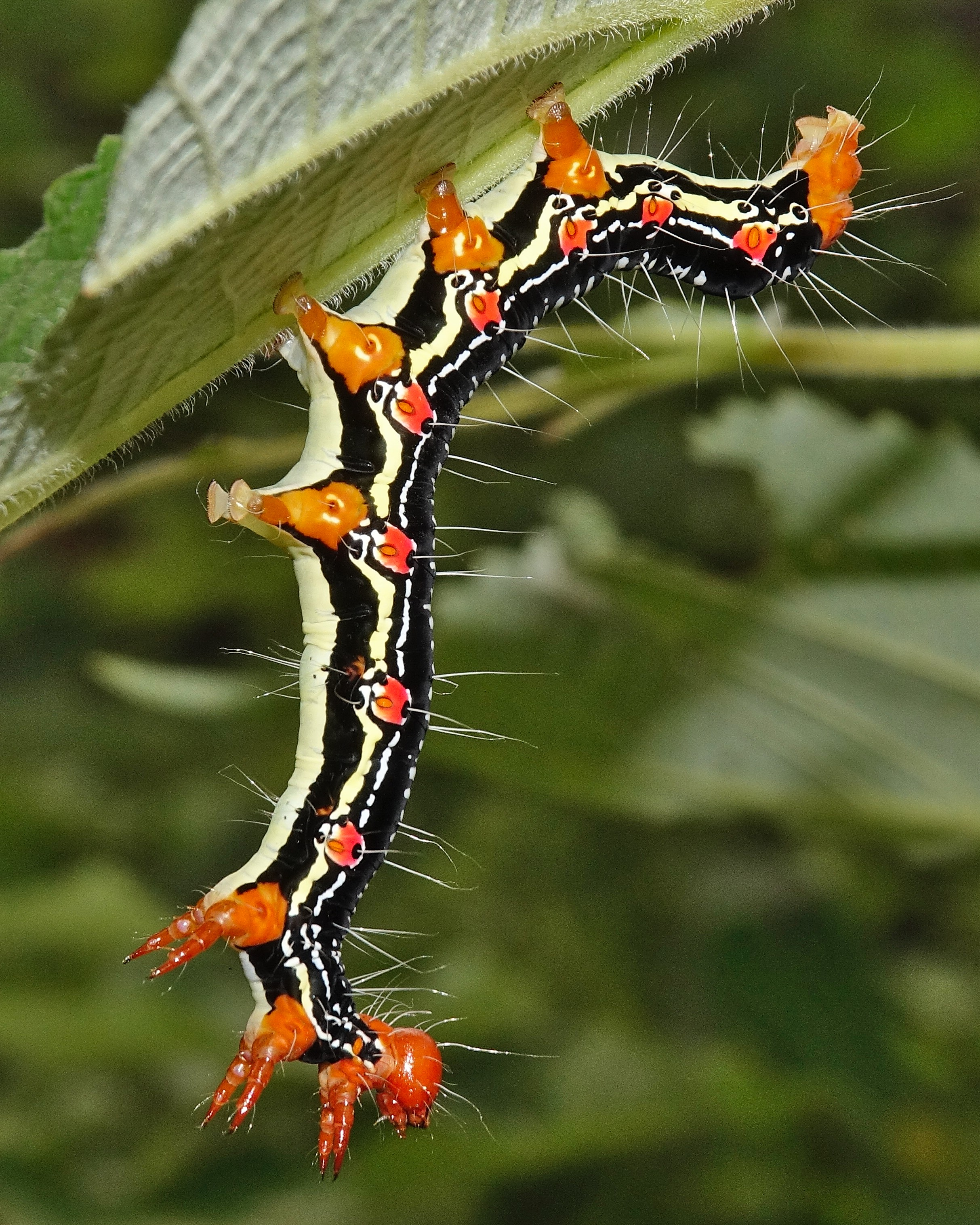
終齡幼蟲

幼蟲顏色鮮艷背部為黑白色條紋，側面淡黃色帶狀紋，身體各節氣孔周圍有橙黑色相間的環狀斑紋，警戒時會將頭部上抬靜止，或持續左右搖擺上半身，或以口吐出綠色的臭液體以禦敵，常棲息於捲葉之中為巢。
終齡幼蟲身長可達70~80公釐，習於土壤或落葉之中結蛹過冬。

## 地域分布
斯里蘭卡、印度、緬甸、日本、台灣、斐濟、紐幾內亞等地，為分布於低中海拔地區的常見物種。